# Stress hydrique (biologie)
Pour l’article homonyme, voir stress hydrique.
Le stress hydrique, ou stress osmotique, est le stress abiotique (c'est-à-dire lié aux conditions physiques du milieu) subi par une plante placée dans un environnement amenant à ce que la quantité d'eau transpirée par la plante soit supérieure à la quantité qu'elle absorbe. Ce stress se rencontre en période de sécheresse du sol ou de l'atmosphère, mais aussi lors de l'augmentation de la salinité du milieu (conduisant à l'abaissement du potentiel osmotique du milieu) ou en période de grand froid.

## Causes
Les plantes ont un besoin constant d'eau pour vivre, mais en évacuent constamment pour effectuer la photosynthèse. Ce phénomène s'appelle la transpiration végétale. Si la plante évacue plus d'eau qu'elle n'en absorbe, elle se retrouve en situation de stress hydrique.
Plusieurs causes peuvent limiter l'absorbtion d'eau par la plante :
- La sècheresse due à de trop fortes chaleurs, à la présence de vent ou au manque de pluie et réduisant l'hydrométrie de l'environnement de la plante ainsi que l'humidité du sol ;
- Un sol trop salin[1] ;
- Le froid ;
- La pourriture des racines, due à une maladie ou à un sol trop humide pour la plante[3].

Chaque plante a un besoin d'eau particulier donc ne se retrouvera pas en stress hydrique dans les mêmes conditions qu'une autre. Par exemple, les plantes xérophytes (cactus, yuccas) sont des plantes habituées à des milieux semi-arides et survivront plus facilement à une période de sècheresse. Les plantes hydrophytes vivent dans l'eau, ou du moins dans un environnement très humide, et se retrouveront en situation de sècheresse beaucoup plus rapidement.

## Conséquences
Le stress hydrique limite la photosynthèse chez la plante, ce qui réduit sa croissance et sa productivité,. Cette diminution peut réduire de 70% le rendement de la plante. Parfois, des changements dans les gènes ou dans la biochimie de la plante peuvent induire plus de productivité, par exemple la plante va faire de nouvelles racines, en particulier en surface, pour pouvoir absorber plus d'eau. Au niveau cellulaire, la conformation des membranes, l'organisation des chloroplastes et l'activité des enzymes sont affectées. La plante devient plus sensible aux autres stress.
Les conséquences sur la plante sont qu'elle diminuera sa germination et la longueur de ses racines (qui peuvent devenir atrophiées) ; ses feuilles deviendront plus sombres (vert foncé) ; la surface foliaire, moins importante ; les cuticules retenant l'eau, plus épaisses ; et la plante peut finir par vieillir plus vite et mourir.
La diminution de la quantité d'eau des plantes d'un milieu peut le rendre plus propice à des feux de forêt,.

## Stratégies d'adaptation
Les végétaux qui poussent sur des sols ayant peu de réserve en eau utilisent plusieurs stratégies : la tolérance, l'évitement, les changements morphologiques et/ou l'esquive.
Dans le cas de la tolérance, le métabolisme fonctionne malgré une faible quantité d'eau, des ions et des solutés (composés osmotiquement actifs) s'accumulent dans la vacuole. En effet, plus la solution est concentrée et plus l’attraction est forte, plus le potentiel hydrique est faible et moins l’eau est libre de quitter la solution. Une plante comme Craterostigma plantagineum a été identifiée comme particulièrement résistante au stress hydrique.
Dans le cas de l'évitement, la réduction de la transpiration est un élément essentiel de la résistance à la sécheresse car elle permet le maintien d'un potentiel hydrique élevé. Cette diminution s'obtient par la réduction et la protection de la surface transpirante, ou encore l'enfoncement des stomates, et même la production d'hormones comme la cytokinine. Exemple d'espèces adaptées au stress hydrique : sclérophytes, malacophytes, éphémérophyte, psammophores... D'autres espèces sont adaptées à l'inondation, comme le riz, grâce à diverses enzymes.
La plante peut aussi effectuer des changements morphologiques pour réduire sa surface foliaire, enrouler ses feuilles ou mieux développer son système racinaire.
Pour le cas de l'esquive, les plantes peuvent aussi adapter leur temps de croissance pour pousser aux moments les plus humides (le matin, en temps de pluie), et s'arrêter lorsque le temps est trop sec.